# قلب الإخوان (كتاب)
قلب الإخوان: محاكم تفتيش الجماعة كتاب للمحامي ثروت الخرباوي الذي خرج من جماعة الإخوان الإسلامية وانشق عنها في عام 2002 ويروي قصته في هذا الكتاب ((قلب الإخوان))، شارحاً عبر تجربة حية أساليب التفكير والتعامل والحكم على الأمور داخل تلك الجماعة.

## وصلات خارجية
- تحميل الكتاب من المكتب الإعلامي الفلسطيني في أوروبا